# José Carlos Souza
José Carlos Ferreira•Souza Junior (Sao Paulo, Brasil, 13 de julio de 1971) es un nadador retirado especializado en pruebas de estilo libre. Fue campeón del mundo en la prueba de 4x100 metros libres y bronce en 4x200 metros libres en el Campeonato Mundial de Natación en Piscina Corta de 1993.
Representó a Brasil en los Juegos Olímpicos de Barcelona 1992.

## Palmarés internacional
| Campeonato Mundial de Natación en Piscina Corta | Campeonato Mundial de Natación en Piscina Corta | Campeonato Mundial de Natación en Piscina Corta | Campeonato Mundial de Natación en Piscina Corta |
| Año                                             | Lugar                                           | Medalla                                         | Prueba                                          |
| ----------------------------------------------- | ----------------------------------------------- | ----------------------------------------------- | ----------------------------------------------- |
| 1993                                            | Palma de Mallorca (España)                      | Medalla de oro                                  | 4 × 100 m libre                                 |
| 1993                                            | Palma de Mallorca (España)                      | Medalla de bronce                               | 4 × 200 m libres                                |